# Hraniční přechod Folmava – Furth im Wald-Schafberg
Hraniční přechod Folmava – Furth im Wald-Schafberg (německy Grenzübergang Furth im Wald-Schafberg – Folmava) je bývalý silniční hraniční přechod, který se nachází na česko-německé státní hranici na hraničním úseku VIII/18 - VIII/19 mezi českou vesnicí Folmava (část obce Česká Kubice, okres Domažlice, Plzeňský kraj) a německým městem Furth im Wald (zemský okres Cham, spolková země Bavorsko). Přechod leží v nadmořské výšce 427 m n. m. na silnici I/26; za hranicí pokračuje německá silnice B20. Před zrušením byl určen pro pěší, cyklisty, motocykly, osobní automobily, autobusy a nákladní automobily.
Hraniční přechod byl zrušen při vstupu České republiky do Schengenského prostoru v roce 2007. V případě dočasného znovuzavedení ochrany vnitřních hranic je provoz na hraničním přechodu upraven Sdělením Ministerstva vnitra č. 395/2021 Sb.

## Další informace
Hraniční přechod se nachází na mostě přes náhon Teplé Bystřice (72,534 km). Most byl postaven v roce 1997, délka přemostění je 3 metry, zatížitelnost mostu 32/80/196 tun.